# Nat Schachner
Pour les articles homonymes, voir Schachner.
Nat Schachner (Nathaniel Schachner), né le 16 janvier 1895 à New York et mort le 2 octobre 1955, était un auteur américain.	

## Biographie
Chimiste de formation, Schachner participa à la Première Guerre mondiale en effectuant des recherches sur les gaz asphyxiants. Revenu à la vie civile, il fit des études de droit et devint avocat.
D'après ses propres dires, à la suite d'un pari, il écrivit une nouvelle de science-fiction qu'il envoya au magazine Amazing Stories. Il dit n'avoir jamais été amateur de ce genre littéraire, et n'avoir jamais lu auparavant de magazine de science-fiction : il fut donc surpris de voir son récit accepté. Cette première histoire publiée serait La Tour du Diable (The Tower of Evil) écrite en collaboration avec Arthur Leo Zagat (en), parue l'été 1930 dans Wonder Stories Quaterly. Schachner se prit alors au jeu, et, peu à peu, avec le succès, abandonna le barreau pour se consacrer pleinement à l'écriture.
Les onze premières histoires de Schachner ont été toutes écrites en collaboration avec Zagat. Après leur séparation, Schachner écrivit sous son propre nom de nombreuses nouvelles, ou en adoptant - plus rarement - les pseudonymes de Chan Corbett et Walter Glamis. À partir de décembre 1933, il devint un des auteurs vedettes d'Astounding stories.
À partir de 1941, Nat Schachner se prit de passion pour l'Histoire et il se consacra dès lors de plus en plus à l'écriture de récits historiques ou de biographies de grands personnages, notamment les Pères fondateurs des États-Unis. Ses plus grands succès sont des biographies de Thomas Jefferson, Aaron Burr et Alexander Hamilton.

## Science-fiction
Il écrivit des nouvelles de science-fiction de 1933 jusqu'en 1941.
En septembre 1931, la revue Wonder Stories publia un roman de Schachner et Zagat intitulé Exiles of the moon (Les Exilés de la Lune), reprenant une veine sociale et politique, en racontant l'exploitation des travailleurs par le patronat et les puissances d'argent. Les rebelles sont déportés dans des camps de concentration, et gazés (récit écrit en 1931, mais Schachner savait de quoi il parlait en matière de gaz asphyxiants). Certains travailleurs parviennent à gagner une base sur la Lune d'où ils mènent la lutte…
Un autre de ses récits, Ancestral Voices, paru dans Astounding stories en 1933, est un récit clairement antifasciste et antiraciste qui souleva polémique dans la revue où il fut publié.
Il a publié un roman de science-fiction : The Space Lawyer (1953), qui est un « fix-up » (un roman écrit à partir de nouvelles initialement parues en revue)  de deux nouvelles Old Fireball et Jurisdiction parues à l'origine dans Astounding en 1941, qui avaient toutes deux pour personnage principal Kerry Dale, avocat de l'espace.
En particulier, Nat Schachner était un des auteurs préférés d'Isaac Asimov.

## L'invention de lapsychohistoire
Dans la nouvelle Beyond all Weapons, parue en décembre 1941, dans la revue Astounding stories, Nat Schachner semble être le créateur du concept de psychohistoire que reprendra et développera Isaac Asimov.
La nouvelle met en scène un dictateur auquel s'oppose le héros, John Martin, professeur de psychohistoire dans l'université de la capitale : Megalon[pas clair]. 
Dans cette nouvelle, le concept de psychohistoire est l'élément central de la narration : d'une part, règne un dictateur qui se fait appeler le Directeur, qui règne grâce à sa police, les S.S.S. (Service de la Surveillance Secrète) depuis son palais bâti sur un nid d'aigle, allusion transparente au Nid d'Aigle d'Hitler, la Kehlsteinhaus (souvent confondue avec le Berghof, résidence proche), et, d'autre part, un professeur d'histoire accusé de fomenter un complot, mais que le régime ne peut jamais prendre en flagrant délit. Or une rumeur croît, faisant état de l'arrivée d'un homme providentiel, qui viendra renverser le régime et cette rumeur se révèle le ferment d'une agitation politique croissante, rumeur que le Directeur, malgré ses méthodes de domination hypnotique des foules se révèle incapable d'éteindre. À la fin, la révolution se déclenche sur la base de cette rumeur, créée de toutes pièces par John Martin, le psychohistorien, et la diffusion de cette rumeur savamment distillée par le moyen de voyages à l'étranger, sera fondamentale dans le renversement du Directeur.
L'introduction de ce concept dans l'évolution politique d'une société préfigure celui qu'Asimov développera et montre que ce concept de psychohistoire, tout comme les lois de la robotique, est une matière narrative apte à enflammer collectivement l'imaginaire des auteurs de science-fiction, un peu à la manière de ce qu'on nomme la Légende arthurienne dans un autre domaine littéraire.